# 586 Dywizja Grenadierów Ludowych
586 Dywizja Grenadierów Ludowych (niem. 586. Volks-Grenadier-Division) znana również pod nazwą Dywizja Piechoty Katzbach (Infanterie-Division Katzbach lub Schatten-Division Katzbach) – niemiecka dywizja z czasów II wojny światowej, formowana w Prusach Zachodnich we wrześniu 1944 r., w XX Okręgu Wojskowym.

## Struktura organizacyjna
- 1 pułk grenadierów Katzbach,
- 2 pułk grenadierów Katzbach,
- 3 pułk grenadierów Katzbach,
- pułk artylerii Katzbach.

## Szlak bojowy
Dywizja cały okres od sformowania przebywała w macierzystym okręgu wojskowym. Rozkazem z dnia 27 października 1944  została przemianowana na 79 Dywizję Grenadierów Ludowych i połączona z resztkami rozgromionej w Rumunii 79 Dywizji Piechoty. Świeżo utworzoną jednostkę w grudniu 1944 skierowano na front zachodni (nad Ren).